# The Search for Everything
Albums de John Mayer
Paradise Valley
(2013) Sob Rock
(2021)
Singles
1. Love on the Weekend (en)
Sortie : 17 novembre 2016
2. Still Feel Like Your Man
Sortie : 24 février 2017
3. In the Blood (en)
Sortie : 1er mai 2017

The Search for Everything est le septième album studio du chanteur-compositeur américain John Mayer, sorti le 14 avril 2017 par Columbia Records.

## Promotion

### EP
The Search for Everything est précédé de deux EP, chacun comportant quatre nouvelles chansons de l’album. Le premier, intitule The First Wave, The Search for Everything: Wave One sort le 20 janvier 2017 ; le second, The Second Wave, The Search for Everything: Wave Two sort le 24 février 2017
Parallèlement, le single principal de l’album, Love on the Weekend sort le 17 novembre 2016.

### Tournée et concerts
Le 30 janvier 2017, John Mayer annonce le Search for Everything World Tour, une tournée de grandes salles d’Amérique du Nord en 2017. 
Le 6 décembre 2016, il dévoile le single Love on the Weekend au Tonight Show Starring Jimmy Fallon ; le 24 février 2017 Moving On and Getting Over au Ellen DeGeneres Show ; le 28 février Still Feel Like Your Man dans l’émission Jimmy Kimmel Live!.
Il annonce au début 2019 la poursuite de la tournée avec sept dates en Asie, neuf en Europe et trente-deux aux États-Unis entre mars et octobre.

## Réception critique
L’album obtient des critiques favorables de la part de la presse spécialisée.

### Performance commerciale
The Search for Everything débute à la deuxième place du classement américain Billboard 200 avec 120 000 copies vendues. Il débute également à la première place du classement Billboard Top Rock Albums, soit le troisième album de l’artiste à être classé n°1.

## Liste des chansons
Toutes les chansons sont écrites et composées par John Mayer.
| No  | Titre                                  | Durée |
| --- | -------------------------------------- | ----- |
| 1.  | Still Feel Like Your Man               | 3:56  |
| 2.  | Emoji of a Wave                        | 3:59  |
| 3.  | Helpless                               | 4:09  |
| 4.  | Love on the Weekend                    | 3:31  |
| 5.  | In the Blood                           | 4:05  |
| 6.  | Changing                               | 3:33  |
| 7.  | Theme from "The Search for Everything" | 1:54  |
| 8.  | Moving On and Getting Over             | 4:21  |
| 9.  | Never on the Day You Leave             | 3:44  |
| 10. | Rosie                                  | 4:03  |
| 11. | Roll It on Home                        | 3:25  |
| 12. | You're Gonna Live Forever in Me        | 3:09  |

## Personnel
| - John Mayer – chant, guitares, piano - Steve Jordan – batterie (1, 3-10), percussions (1-6, 8) - Pino Palladino – basse (1-11) - Sheryl Crow – chant (5) - Mike Elizondo – basse (10) - James Fauntleroy – claviers additionnels (1, 8) - Chuck Findley – trompette (10) - Larry Goldings – claviers (1-3, 5, 8, 10, 11), orgue (6) - Gary Grant – trompette (10) - Jerry Hey – arrangements cuivres (10) - Daniel Higgins – saxophone (10) - Al Jardine – chant (2) - Matt Jardine – chant (2) - Greg Leisz – lap steel (5), dobro (6), pedal steel (11) - Andy Martin – trombone (10) - Tiffany Palmer – chant (3) - Davide Rossi – cordes (1, 2, 7, 9, 12), arrangements cordes (2, 7, 12) - Aaron Sterling – batterie (11), percussions (1, 11) | - Steve Jordan – producteur exécutif - Chad Franscoviak – producteur, ingénieur du son - John Mayer – producteur - Chris Galland – mixage - Manny Marroquin – mixage - Greg Calbi – mastering |

## Classements et certifications
| Classement (2017–19)          | Meilleure position |
| ----------------------------- | ------------------ |
| Allemagne (Media Control AG)  | 44                 |
| Australie (ARIA)              | 5                  |
| Autriche (Ö3 Austria Top 40)  | 46                 |
| Belgique (Flandre Ultratop)   | 26                 |
| Belgique (Wallonie Ultratop)  | 85                 |
| Canada (Canadian Albums)      | 2                  |
| Danemark (Tracklisten)        | 7                  |
| Écosse (OCC)                  | 11                 |
| Espagne (Promusicae)          | 50                 |
| États-Unis (Billboard 200)    | 2                  |
| États-Unis (Top Rock Albums)  | 1                  |
| France (SNEP)                 | 152                |
| Irlande (Irish Albums Chart)  | 30                 |
| Italie (FIMI)                 | 50                 |
| Norvège (VG-lista)            | 16                 |
| Nouvelle-Zélande (RIANZ)      | 10                 |
| Pays-Bas (Mega Album Top 100) | 4                  |
| Pologne (ZPAV)                | 41                 |
| Portugal (AFP)                | 23                 |
| Tchéquie (IFPI)               | 45                 |
| Royaume-Uni (UK Albums Chart) | 16                 |
| Suède (Sverigetopplistan)     | 7                  |
| Suisse (Schweizer Hitparade)  | 16                 |

| Classement (2017)            | Position |
| ---------------------------- | -------- |
| Danemark (Hitlisten)         | 67       |
| États-Unis (Billboard 200)   | 137      |
| États-Unis (Top Rock Albums) | 17       |
| Pays-Bas (Album Top 100)     | 23       |
| Classement (2018)            | Position |
| Pays-Bas (Album Top 100)     | 56       |
| Classement (2019)            | Position |
| Pays-Bas (Album Top 100)     | 82       |

### Certifications
| Région                                                                                                 | Certification | Ventes/Streams |
| --- | ------------- | -------------- |
| Danemark (IFPI)                                                                                        | Platine       | 20 000^        |
| Canada (Music Canada)                                                                                  | Or            | 40 000^        |
| États-Unis (RIAA)                                                                                      | Or            | 500 000^       |
| *Ventes selon la certification ^Mise en rayon selon la certification xNon précisé par la certification |               |                |